# Левек, Рене
Рене Левек (фр. René Lévesque [ʁəne leˈvɛːk]; род. 24 августа 1922, Кэмпбелтон, Нью-Брансуик — ум. 1 ноября 1987) — квебекский журналист, государственный и политический деятель, основатель Квебекской партии и 23-й премьер-министр провинции Квебек (25 ноября 1976 г. — 3 октября 1985 г.). Убеждённый сторонник государственного суверенитета Квебека. За годы его правления в Квебеке была принята Хартия французского языка и проведен первый с момента образования Канадской конфедерации Референдум о независимости Квебека (1980) (за отделение проголосовало 40 % жителей провинции).

## Биография
Родился в госпитале города Кэмпбелтон (англ. Campbellton) в провинции Нью-Брансуик, а вырос в 133 км от него в городке Нью-Карлайл на полуострове Гаспези в провинции Квебек. Отец — Доминик Левек, адвокат, мать — Диана Дион-Пино.
После смерти отца переехал с матерью в столицу провинции, где закончил иезуитский коллеж Сен-Шарль-Гарнье. Позднее изучал право в университете Лаваль, который бросил в 1943 году, не окончив.
С 1944 года работал радиожурналистом: сначала в армии США как военный корреспондент; после войны — журналистом на франкоязычном Радио-Канада.
С 1960 года — член Либеральной партии Квебека.
В 1960 и 1962 годах — депутат квебекского парламента от округа Монреаль-Лорье; переизбран в 1966 году. В 1960—1966 годах — министр в кабинете Жана Лесажа (фр. Jean Lesage).
С 1967 года — беспартийный депутат.
14 октября 1967 года выходит из рядов Либеральной партии. 19 ноября 1967 основывает Движение за суверенную ассоциацию (фр. Mouvement souveraineté-association (MSA); с 14 октября 1968 года — президент основанной им Квебекской партии (фр. Parti québécois). Продолжает журналистскую работу. В 1976 избран депутатом от Квебекской партии по округу Тайон (фр. Taillon en 1976); переизбран в 1981. С 25 ноября 1976 года по 3 октября 1985 — премьер-министр Квебека.
20 июня 1985 года оставляет пост президента Квебекской партии; возвращается к журналистике.
Скончался 1 ноября 1987 года в районе Иль-де-Сёр Монреаля, в возрасте 65 лет и 2 месяцев.